# Antoine Saulnier de Beauregard
Antoine Saulnier de Beauregard, OCR, geboren als Anne-Nicolas-Charles Saulnier de Beauregard (* 20. August 1764 in Joigny; † 6. Januar 1839 in La Meilleraye-de-Bretagne) war ein französischer Trappist, Prior, Abt und Klostergründer.

## Leben und Werk
Anne-Nicolas-Charles Saulnier de Beauregard, der aus angesehenem Adel stammte, besuchte das Seminar der Lazaristen, dann das Collège de Navarre. Am 11. April 1789 wurde er zum Priester geweiht und studierte Rechtswissenschaft. Da er den 1791 von der Französischen Revolution verlangten Eid auf die Zivilverfassung des Klerus verweigerte, musste er außer Landes gehen. Er war in Brüssel Hauslehrer einer adeligen Emigrantenfamilie und wich mit ihr vor der ausgreifenden Revolution über Duisburg nach London aus.
Am 1. Juni 1795 trat er in das Exilkloster der Trappisten in Lulworth, Dorset, ein und nahm den Ordensnamen Antoine an. Am 15. Juni 1796 legte er (unter Prior Jean-Baptiste Desnoyers) die Feierliche Profess ab. 1810 wurde er Prior des Klosters. 1813 ernannte ihn sein Immediatoberer, Abt Augustin de Lestrange, ad personam zum Abt (Weihe 1814).
Bei Anbruch der Restauration in Frankreich kaufte Saulnier das Kloster Melleray zur Wiederbesiedelung, gab im Juli 1817 Lulworth auf, das für die Gemeinschaft von Lestrange mehr als 20 Jahre lang ein Zufluchtsort gewesen war, und zog am 7. August 1817 mit 60 Mönchen in Melleray ein. 1829 zählte die Gemeinschaft 192 Mitglieder, darunter viele Briten und Iren. Dieser Umstand, sowie die Nähe Saulniers zum Königshaus und zu Maria Karolina von Neapel-Sizilien (1798–1870), Duchesse de Berry (die 1828 das Kloster besuchte), führte nach der Julirevolution von 1830 zur politisch motivierten Vertreibung der Briten und Iren, die daraufhin Klöster in ihrer Heimat gründeten (Kloster Mount Melleray und Kloster Mount St Bernard).
Nach dem Tod von Lestrange 1827 wurde Saulnier vom Papst zum Immediatoberen aller trappistischen Klöster bestimmt.